# Cladiella devaneyi
Cladiella devaneyi är en korallart som beskrevs av Verseveldt 1977. Cladiella devaneyi ingår i släktet Cladiella och familjen läderkoraller. Inga underarter finns listade i Catalogue of Life.